# ツィリル・コザチェフスキ

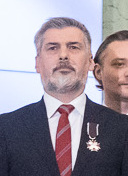
（2019）

ツィリル・ヤツェク・コザチェフスキ（ポーランド語: Cyryl Jacek Kozaczewski、1969年 - ）は、ポーランドの外交官。2012年から2016年にかけて、駐日ポーランド大使を務めていた。

## 経歴
1969年に生まれ、ワルシャワ大学国際関係学部を卒業する。1995年にポーランド共和国外務省に入省し、中欧諸国問題など欧州国際機関政策に務める。この間に在大韓民国大使も一年間務めた。2001年から2005年、北大西洋条約機構の常駐ポーランド代表部における一等書記官として勤める。帰国後は外務省安全保障政策局拡散防止課長を、のちに、欧州安全保障協力機構課長を務める。2008年EU局副局長に就任。この間、外務省欧州通信員を兼任する。2012年7月より前駐日大使であるヤドヴィガ・ロドヴィッチより全権大使の職務を引き継ぐ。2021年、ポーランド台北事務所長に就任。